# 一般競争入札
一般競争入札（いっぱんきょうそうにゅうさつ）とは、競争入札のうち入札情報を公告して参加申込を募り、希望者同士で競争に付して契約者を決める方式。日本の官庁発注案件においては会計法第29条の3に規定されている。各省各庁の長は参加資格を定めることが出来（予算決算及び会計令第72条）、参加資格を定めた場合は、随時申請を受け付けて審査して名簿に登録しなければならない。また、契約担当官等（地方事務所の所長など）は、各省各庁の長が定めた参加資格の他に、さらに必要な資格を定めることが出来る（予算決算及び会計令第73条）。

## 概要
物品の製造・販売、役務の提供、物品の買受け（詳細は営業品目一覧による）については、総務省主務で全省庁統一資格審査が行われている。それ以外の契約については、各省庁独自の資格審査が行われている。審査に通ると、企業規模等に応じて等級付がなされ、営業品目別、地域別に名簿登録される。入札公告時に予定価格に応じて契約の等級が決定され、それと同じ等級で登録されていなければ、入札に参加できない。これにより、契約の規模と企業規模等とバランスが取れるように配慮されている。
コンクリート加水問題や、山陽新幹線コンクリート落下問題などを受けて制定された公共工事の品質確保の促進に関する法律（品確法）を受け、単純な価格競争から価格以外の要素も考慮した総合評価方式も2005年度から行われている。

### 手続きの流れ
公告に先立って、入札の方法や審査基準等について、審査会を開いて事前に決定する。その際、透明性を高めるため、外部の有識者を招聘する場合もある。
公告方法については、法律に具体的規定がなく、各官庁の掲示板への掲示だけで済ませる事例もあるが、新聞や官報を用いて広報性を高めるよう財務省通達で指導されている。昨今では、Webページも活用されている。
公告を見て応募する場合は、まず、入札公告に記載された方法で入札説明書その他の資料（図面、仕様書等）を入手する必要がある。入札説明書に記載された要領に則り、入札参加資格確認申請書類を提出する。
申請書の提出期限の後、再び、審査会を開いて入札参加資格確認申請書類を審査する。入札参加資格確認申請書類に技術資料（同種工事の実績、配置予定技術者の資格、その他、業務遂行能力を審査する資料）が含まれる場合は、この時に、事前に決めた配点基準に従って技術資料を審査し、評価点を決定する。事前の審査に外部の有識者を招聘した場合は、この時点でも外部の有識者を招聘することが多い。以上の審査結果に基づいて、申込者に対して、入札参加の可否を通知する。入札参加を拒否された業者は、異議申し立てを行うことが出来る。
以前は、入札に先立って参加者が一堂に会した現場説明会が開かれていたが、現在は、談合防止のため、現場説明会を開かないことが多い。現場説明会を開かない場合、仕様書等に不明点があれば、参加者が発注官庁に対して個別に問い合わせることになる。
入札参加を認められた者は、入札期限までに、入札書を郵送または持参するか、電子入札の手続きを行う。以前は、参加者が一堂に会して入札を行っていたが、現在は、談合防止のため、このような手続きを行う。
契約担当官等は、開札日（通常は入札期限の翌日）に、複数の職員立ち会いのもと、入札書の開札を行う。総合評価方式の場合は予定価格以内で評価値（評価点を入札金額で除した値）の最も高い入札書を、価格評価方式の場合は予定価格内最廉価格の入札書を、落札として決定する。同点の場合は、くじ引き等で落札者を決定する。

## 一般競争入札をめぐる刑事事件
2015年
- 2月18日 - 群馬県渋川市副市長の飯塚寛巳、前橋市の電気設備工事会社の社長、同社の従業員が官製談合防止法違反などの疑いで逮捕された。2013年5月、同市が同年度に実施した学校給食の共同調理場新築工事に関する一般競争入札をめぐり、飯塚が会社市長に最低制限価格1億3,850万1千円を漏らし、同社に最低制限価格に近い1億3,850万3千円で落札させた疑いがある[2]。

2016年
- 10月13日、兵庫県姫路市の市建設局長が収賄容疑などで、自営業の男が贈賄容疑などで逮捕された。市建設局長は2015年5月29日入札の灘浜大橋補修工事案件の最低制限価格の算定基準となる設計金額を漏らし、同年6月上旬に市役所の建設局長室で男から現金約50万円を受け取ったとされる。情報が伝達された結果、姫路市の鋼材会社が最低制限価格に近い1億450万円で落札した[3]。

2017年
- 10月30日 - 埼玉県上尾市長の島村穰と市議会議長の田中守が官製談合防止法違反と公契約関係競売入札妨害の疑いで逮捕された。また、さいたま市の設備管理会社社長と従業員も逮捕された。田中は2016年12月～2017年1月、同市西貝塚の「西貝塚環境センター」のペットボトル結束機運転管理業務の一般競争入札に関して、非公表の予定価格や最低制限価格を漏らすよう島村に依頼。島村は電話などで設備管理会社側に最低制限価格などを漏らした疑いがある[4]。

2018年
- 6月17日 - 奈良県葛城市の前副市長の生野吉秀、市建設課長補佐、建設会社の取締役が地方公務員法違反の疑いで逮捕された。「道の駅かつらぎ」の建設にからみ、建設場所にあった社会福祉法人柊郷の移転補償費の増額に関し、生野と建設会社取締役は市建設課長補佐をそそのかし、住民監査請求の監査結果を入手したとされる[5]。7月4日、生野が官製談合防止法違反容疑で、建設会社元取締役が公競売入札妨害容疑で再逮捕された。市が発注した道の駅かつらぎの整備工事の一般競争入札に絡み、2016年2月4日、生野は入札公告前の資料を漏えいし、同年3月の入札で建設会社の技術評価点を他社より高くして落札させた[6]。
- 7月10日 - 宮城県栗原市の市役所建設部次長が官製談合防止法違反容疑で逮捕された。2018年2月7日に行われた、複合施設「くりはら交流プラザ」の改修工事の制限付き一般競争入札をめぐり、建設部次長は最低制限価格を算定する基準となる設計価格（約2億9千万円）を漏らし、市内の建設会社に最低制限価格で落札させた疑いがある。予定価格は約2億6千万円で、同社が同額で落札した[7]。
- 11月19日 - 山口県周南市の市都市整備部次長が官製談合防止法違反と公契約関係競売等妨害の疑いで、市内の建設会社社長が公契約関係競売等妨害の疑いで逮捕された。市が2017年12月6日に行った「徳山動物園リニューアル北園広場修景工事」の条件付一般競争入札をめぐり、当時財政部技監兼検査監だった職員が同年11月下旬に会社社長に対して同工事の設計金額8901万9000円（税抜き）を教え、同社に落札させたとされる。同社は判断基準額である8014万9300円をわずかに980円上回る8015万280円で落札していた[8]。
- 12月6日 - 島根県安来市教育委員会の職員が官製談合防止法違反の疑いで、建築会社役員が公契約関係競売入札妨害容疑で逮捕された。同年8月22日に行われた国指定史跡「月山富田城跡」の歩道整備や樹木伐採などの工事の一般競争入札で、市教委職員が事前に会社役員に予定価格と最低制限価格を伝えた疑いがある。入札には市内の4業者が参加し、同建設会社が最低制限価格と同じ944万3千円（税抜き）で落札した[9]。

2019年
- 1月18日、新潟県長岡市の市財務部職員が官製談合防止法違反などの疑いで逮捕された。新潟県議会議員の星野伊佐夫の秘書の金内省治も逮捕された。2018年6月、市が発注した2件の下水道工事の一般競争入札で、市財務部職員は市内の2つの業者に金内を通じて工事価格に関する情報を漏らし、それぞれ落札させたとされる[10][11][12]。
- 2月15日 - 京都府精華町の町役場職員が官製談合防止法違反容疑で逮捕された。町役場職員は2018年10月に町が発注した排水路の整備工事の一般競争入札をめぐり、地元の建設会社に非公表の工事価格に関する情報を漏らして落札させた疑いがある。同社は最低制限価格1,567万6千円を3千円だけ上回る額で落札した[13]。
- 5月13日 - 滋賀県湖南市の市役所の元建設経済部長が官製談合防止法違反で逮捕された。元建設経済部長は、2019年4月4日に行われた湖南市立菩提寺北小学校の空調設備工事の一般競争入札をめぐり、工事のおおまかな設計金額を市内の管工事会社に漏らして同社に落札させた疑いがある。最低制限価格は約7,318万円で、同社が7,550万円で落札した[14]。
- 5月14日 - 宮城県登米市の市役所の石越総合支所市民課長が加重収賄などの容疑で逮捕された。市民課長は2018年2月15日に行われた児童館新築工事の条件付き一般競争入札に関し、最低制限価格を算出する基準となる設計価格を地元の建設会社社長に教え、最低制限価格と同額で仙台市の建設会社に落札させた上、地元の建設会社社長から現金50万円を受け取ったとされている[15]。

2020年
- 6月24日 - 滋賀県文化財保護課主査と橋本工務店社長が官製談合防止法違反容疑などで逮捕された。2019年7月10日に行われた宝厳寺の国宝「唐門」と重要文化財の「観音堂」の保存修理工事の一般競争入札で、県主査が事前に工事の予定価格に近い価格を会社社長に漏らしたとされる。入札には橋本工務店を含む3社が参加。予定価格は9,279万8千円で、橋本工務店が9,256万円で落札しており、落札率は約99.7％だった[16]。
- 7月15日 - 兵庫県上郡町の町役場職員が官製談合防止法違反容疑で逮捕された。町役場職員は2018年3月、兵庫県西播磨県民局発注のため池改修工事の一般競争入札で、町内の工務店社長に設計金額を教え、別の建設会社に最低制限価格に近い5,808万円で落札させた疑いがある[17]。
- 9月29日 - 北海道上川総合振興局整備課の職員が官製談合防止法違反容疑で逮捕された。同職員は同局農村振興課に勤務していた2016年4月、農業土木工事の一般競争入札をめぐり、管内の建設会社社員に対し、工事価格が記載された設計書の写しを事前提供。公正な入札を妨げた疑いがある。工事は約2億円で落札された[18]。
- 11月21日 - 群馬県沼田市の市契約検査課長と建設会社役員が官製談合防止法違反などの疑いで逮捕された。同年10月上旬ごろ、契約検査課長は、水道工事の一般競争入札非公開の予定価格と最低制限価格を会社役員に伝え、同月15日に建設会社に落札させた疑いがある[19]。
- 12月8日 - 京都府宇治田原町の町理事が官製談合防止法違反の疑いで逮捕された。町理事は健康福祉部長だった2017年5月に行われた保育施設建設の一般競争入札で、同町の建設業者に工事の設計金額を漏らし、2,950万円で落札させた疑いがある[20]。
- 12月9日 - 千葉県南房総市の市教育委員会副主査が官製談合防止法違反容疑で、市内の土木会社社長が公契約関係競売入札妨害容疑で逮捕された。教育委員会副主査は2019年5月に行われた同市立小中学校の門扉などの改修工事計4件の一般競争入札に絡み、予定価格など非公開の情報を土木会社社長に漏らした疑いがある。工事4件は予定価格（税込み）が172万8千円～680万4千円で、いずれも同社が落札。予定価格に対する落札率はいずれも約99％だった[21]。

2021年
- 1月6日 - 三重大学医学部附属病院の元臨床麻酔部長で元教授の亀井政孝と部下の医師が第三者供賄容疑で逮捕された。また、日本光電工業の従業員3人が贈賄容疑で逮捕された。亀井と部下の医師は2019年8月、同病院の医療機器納入の一般競争入札をめぐり、日本光電工業側が確実に受注できるように便宜を図る見返りとして、津市の一般社団法人「BAMエンカレッジメント」の口座に現金200万円を振り込ませた疑いがある[22]。
- 1月23日 - 兵庫県赤穂市の市役所水道課の職員が収賄容疑で、岐阜県本巣市の建設設備製造会社の従業員3人が贈賄容疑で逮捕された。市職員は、2020年6月に行われた条件付き一般競争入札にかかる配水池整備工事を巡り、同社製のタンクを納入しやすくするよう特記仕様書を策定するなど便宜を図る見返りと知りながら、同年3月下旬、市の浄水場事務所で同社従業員から手渡しで現金を受け取った疑いがある[23]。
- 2月10日 - 愛媛県四国中央市の市職員二人が官製談合防止法違反で逮捕された。二人は2020年6月に市が発注した二名漁港の防波堤改良工事の一般競争入札を巡り、非公表の価格に関する情報を業者に事前にもらした疑いがある。6,508万6千円の予定価格に対して、市内の建設業者は6,480万円で落札した[24]。
- 2月12日 - 京都府南丹市の市役所の土木建築部次長と上水道課長補佐が官製談合防止法違反容疑で逮捕された。二人は共謀し、2019年12月25日に行われた船岡浄水場整備工事の一般競争入札で、同月上旬ごろに直接工事費など4項目の非公表情報を業者に事前に教え、最低制限価格と同額の2,177万1,000円で落札させた疑いがある[25]。
- 3月3日 - 茨城県龍ケ崎市の副市長の川村光男と、市社会福祉協議会理事の川北恵一郎が官製談合防止法違反容疑で逮捕された。2020年12月上旬、市立中学校のプール改修や道路整備などの工事6件の一般競争入札について、川村が未公表だった参加申請業者名を複数の市職員に指示して川北に漏えいさせ、公正な入札を妨げた疑いがある[26]。
- 5月8日 - 秋田県庁の建設政策課政策監が官製談合防止法違反などの容疑で逮捕された。県北秋田地域振興局が発注した県道大館能代空港西線（鷹巣西道路）の標識設置工事について、当時、県北秋田地域振興局建設部長だった建設政策課政策監は、2020年5月19日の条件付き一般競争入札2件で、最低制限価格の算出に必要な直接工事費などの情報を工事会社元社長に伝え、工事を最低制限価格と同額で落札させた疑いがある[27]。
- 5月11日 - 埼玉県鳩山町の元町役場職員が官製談合防止法違反の容疑で、土木建築会社経営者が公契約関係競売入札妨害の容疑で逮捕された。町産業環境課の再任主幹に就任した元職員は2019年4月以降、同課が一般競争入札で発注した農産物直売所整備など2件の工事価格を土木建築会社経営者に漏らし、2020年5月20日、最低制限価格に近い金額で入札させて同社に落札させた疑いがある[28]。
- 5月19日 - 新潟県糸魚川市の市役所都市政策課の職員が官製談合防止法違反などの容疑で、同市の建設会社の従業員が公競売入札妨害容疑で逮捕された。都市政策課の職員は、2020年11月下旬、同市が同年12月に行った新駅の公衆トイレ整備工事の制限付き一般競争入札に関し、工事価格を事前に建設会社従業員に教えて同社に落札させ、公正な入札を妨害した疑いがある[29]。
- 7月30日 - 石川県金沢市の市役所の土木局職員と同市の建設会社元役員が官製談合防止法違反と公競売入札妨害の疑いで逮捕された。土木局職員は2020年5月下旬、観光地「にし茶屋街」の緑地整備工事の一般競争入札の最低制限価格を建設会社元役員に教えたとされる。同年6月初旬に行われた電子入札には計16社が参加。予定価格は1,243万円だったが、建設会社は最低制限価格と同額の1,085万9千円で落札した[30]。
- 9月1日 - 高知県香南市の市役所の住宅管財課長が官製談合防止法違反と公契約関係競売入札妨害の疑いで、市議の志磨村公夫と建設会社元社長のKが公契約関係競売入札妨害の疑いで逮捕された。住宅管財課長は2020年12月17日に行われた市営団地解体工事の一般競争入札に関し、最低制限価格（2,890万円）に近い金額を志磨村を通じてKに伝えた疑いがある。Kがいた会社は2,900万円でこの工事を落札した[31][32]。ところが同年12月3日、高知地検は、志磨村が供述を変えたとの理由により住宅管財課長の起訴を取り消し、志磨村とKの「訴因変更」を高知地裁に請求した[33]。同年12月7日、香南市長の清藤真司は、前年8月19日にKから市長選3選祝いの名目で商品券10万円を受け取ったことの道義的責任を取るとして、市議会に辞職願を提出した[34]。
- 9月8日 - 岐阜県岐阜市の市上下水道事業部職員と水道工事会社社長が偽計入札妨害と地方公務員法（守秘義務）違反の疑いで逮捕された。上下水道事業部職員は、市が同年8月に実施した配水管敷設替工事の一般競争入札を巡り、7月中旬ごろ、廃材処分費や使用材料の単価などが記載された表の写しを水道工事会社社長に手渡し、公正な入札を妨害したとされる[35]。

2022年
- 1月19日 - 秋田県鹿角市の元市長の児玉一、建設会社Y社の元社長、2018年まで市の建設部長を務めていたY社の元役員が官製談合防止法違反と公契約関係競売入札妨害の疑いで逮捕された。児玉は市長在任時の2020年5月19日に行われた旧市立中学校校舎の冷暖房設備工事の一般競争入札において、建設会社の元社長らに最低制限価格を漏らしたとされる[36][37]。
- 2月3日 - 香川県土庄町の元町長の三枝邦彦が官製談合防止法違反などの疑いで逮捕された。高松市高松町の建設会社T社の専務、同市亀田町の設計施工会社H社の相談役は公契約関係競売入札妨害の疑いで逮捕された。三枝は、小豆島と沖之島を結ぶ橋（全長121メートル）の基礎となる橋台2カ所の造成工事にからみ、2021年11月に行われた架橋工事の一般競争入札の最低制限価格を事前に漏らしたとされる。入札には大手ゼネコンなど5社が参加し、T社を代表とする共同企業体が6億6820万円で落札した。2番目に低い価格を提示していた別の共同企業体との差は30万円と僅差だった。最低制限価格との差は10万円に満たなかった[38][39]。
- 2月14日 - 北海道南富良野町長の池部彰が官製談合防止法違反と公契約関係競売入札妨害の疑いで逮捕された。併せて上富良野町のA工業所の社長、南富良野町のA商事の社長も公契約関係競売入札妨害の疑いで逮捕された[40]。2021年5月中旬ごろ、池部は「道の駅南ふらの」の整備に関する機械設備工事の一般競争入札をめぐり、A商事の社長を通じて、予定価格を算出するもとになる工事価格を、A工業所の社長に漏らしたとされる。6月18日に行われた入札には4つの共同企業体が参加し、A工業所が代表会社を務める「有我・飯塚特定建設工事共同企業体」が1億2290万円で落札した。予定価格1億2551万円に対する落札率は98％だった[41][42]。
- 2月18日 - 石川県能美市の市役所職員と富山市の防災資機材販売会社の取締役が官製談合防止法違反と公競売入札妨害の疑いで逮捕された。2020年8月ごろ、二人は、災害緊急用備蓄品の随意契約3件と、一般競争入札について、同社が取引する能美市の別会社に受注させようと考え、市が調達を予定する物品や数量を取締役に漏えいしたとされる[43]。
- 10月19日 - 愛媛県上島町の町役場の産業建設部長、町教育委員会の職員、建設会社社長が公契約関係競売入札妨害容疑で逮捕された。「長江港浮桟橋改修工事」の一般競争入札にからみ、当時、生活環境課長だった産業建設部長、建設課主事だった町教委職員は、非公表の入札情報を事前に建設会社に伝えた。入札は2020年8月に行われ、町内の2社が参加し、前述の建設会社が落札額の下限となる調査基準価格（1億504万2108円）と同額で落札した。別の会社は入札額を22円上回り、僅差で受注を逃した[44]。

2023年
- 1月24日 - 国土交通省中部地方整備局名古屋港湾事務所の元所長、三重県尾鷲市の石材会社の元会長が官製談合防止法違反と公契約関係競売入札妨害の疑いで逮捕された。中部国際空港の空港沖の埋め立て事業にからみ、2012年2月、中部地方整備局が行った一般競争入札「名古屋港資材調達」と「名古屋港資材調達（その2）」に石材会社は参加。いずれも同社のみが応札し、それぞれ41億4千万円と27億6千万円で落札した。元所長はこれらの入札について、落札可能とみられる価格を元会長に漏らした疑いがある。予定価格に対する落札率は2件とも同じ約95.1％だった[45]。

2024年
- 1月24日 - 千代田区議会議員の嶋崎秀彦と千代田区の元行政管理担当部長が官製談合防止法違反の疑いで逮捕された。区立お茶の水小学校・幼稚園の改築工事の2件の一般競争入札をめぐり、2020年4月、二人は共謀して、最低制限価格に関する情報や入札参加業者数を浜松市の配管工事会社N社と千代田区の設備工事会社G社に漏らしたとされる。入札は同年5月にあり、N社を含む共同企業体（JV）が空調工事を約6億8000万円（落札率79.9％）で、G社を含むJVが給排水工事を一者応札で約6億6000万円（同99.8％）で落札した。嶋崎は逮捕された1月24日に議員辞職した[46]。
- 4月2日 - 宮城県石巻市下水道建設課の職員2人が官製談合防止法違反などの疑いで、同市の建設会社役員が公競売入札妨害の疑いで逮捕された。2023年2月15日に同市が執行した「西流下1号石巻中央雨水準幹線築造工事」の制限付き一般競争入札で、職員2人は建設会社役員に同工事の最低制限価格を算定する基準となる価格などが書かれた設計書を渡し、落札させて公正な入札を妨げたとされる[47]。
- 5月15日 - 広島県尾道市の市土木課の職員が官製談合防止法違反容疑などで、同市の建設会社の元社長が公競売入札妨害容疑で逮捕された。2023年6月15日にあった道路改良工事の一般競争入札をめぐり、同職員は最低制限価格を算定する基準となる金額が記載された設計書を、同年5月下旬ごろに元社長に従業員を介して渡し、工事を落札させたとされる。最低制限価格の1276万2千円に対し、落札額は1276万4千円だった[48]。
- 7月30日 - 千葉県市川市の市下水道部の職員が収賄と官製談合防止法違反の疑いで、船橋市の建設会社社長が贈賄と公契約関係競売等妨害の疑いで逮捕された。2023年8月と10月にあった下水道関連工事計3件の一般競争入札の際、市川市職員は予定価格や最低制限価格などの情報を事前に武内容疑者に伝えた。職員はその見返りとして、建設会社社長から36回にわたり計25万円相当の飲食接待を受けたとされる。同社は3件を計約3億9293万円で落札した。落札率は97％だった[49]。

2025年
- 2月12日 - 愛媛県中予地方局の職員が官製談合防止法違反などの疑いで、久万高原町の土木工事会社社長ら3人が公契約関係競売入札妨害の疑いで逮捕された。2024年2月16日に行われた急傾斜地崩壊対策工事の一般競争入札を巡り、愛媛県の当該職員は同月上旬ごろ、知人に非公表の価格情報を漏らしたとされる[50]。
- 5月13日 - 群馬県藤岡市の塚本英夫副市長と藤岡商工会議所会頭で製材会社「多野産業」の社長が官製談合防止法違反と公契約関係競売入札妨害の疑いで逮捕された。2024年7月4日に執行された藤岡市立平井小学校体育館の大規模改修建築工事の条件付き一般競争入札で、塚本が会社社長に最低制限価格を漏らして多野産業に落札させ、入札の公正を害した疑いがある。落札額は最低制限価格と同額の6856万1千円だった。入札には8社が参加し、1回で決定した[51]。
- 5月29日 - 千葉県企業局の男性職員2人が官製談合防止法違反などの疑いで、市川市内のガス工事会社の従業員が公契約関係競売入札妨害の疑いで書類送検された。2023年12月、男性職員2人は、市川市内の配水管整備工事の一般競争入札前に、公開されていない予定価格をガス工事会社従業員に漏らしたとされている。県によると、工事は老朽化した配水管を更新する内容で、入札には同社のみが参加した。予定価格1億9930万9000円に対し、同社は1億9635万円で契約した[52]。
- 6月18日 - 福島県いわき市水道局の職員が官製談合防止法違反と公契約関係競売入札妨害の疑いで、同市の管工事会社D社の社長と取締役が公契約関係競売入札妨害の疑いで逮捕された。2024年1月に水道局が発注した配水管改良工事の一般競争入札で、同局職員はD社の社長と取締役に秘密事項である設計金額などを漏らして同社に落札させ、公正な入札を妨害したとされる。D社社長は福島県管工事協同組合連合会長やいわき管工事協同組合理事長などを歴任した人物だった[53]。
- 6月19日 - 群馬県議会議員で自民党県連の県議団長の相沢崇文、太田市のK建設工業の営業部長、K建設工業の下請のG社の社長、同社の役員が公契約関係競売入札妨害の疑いで逮捕された。2022年6月中旬以降に、相沢は他の数人と共謀し、桐生市が発注した新本庁舎建設工事の一般競争入札で、K建設工業の意見や要望を反映した入札公告案を作成。同市の契約等業者指名選考委員会に働きかけて案のとおりに公告させ、同年10月に同社が代表の共同企業体（JV）に落札させ、入札の公正を害した疑いがある。入札は総合評価落札方式で二つのJVが参加した。下限額に相当する調査基準価格は62億4723万2400円に設定され、二つのJVはいずれも62億4723万2400円で入札したが、技術評価点でK建設工業が代表のJVが上回った[54]。相沢が代表を務める政党支部「自由民主党群馬県桐生市第五支部」は2021年から2023年にかけとの3年間にわたり、業者側から計1210万円の寄付を受けていた[55]。